# 23-as busz (Székesfehérvár)
A székesfehérvári 23-as jelzésű autóbusz a Jancsár utca és a Videoton Ipari Park között közlekedik. Munkanapokon a csúcsidőszakokban 23E jelzéssel gyorsjárata is közlekedik a Videotonig. A 23-as busz ünnepnapokon az üzemek és az áruházak zárva tartása miatt nem közlekedik. A viszonylatot az ArrivaBus üzemelteti, a Volánbusz alvállalkozójaként.

## Útvonala
| Videoton Ipari Park felé | Jancsár utca felé |
| --- | --- |
| Jancsár utca vá. – Jancsár köz – Horvát István utca – Széchenyi utca – Vörösmarty tér – Budai út – Várkörút – Rákóczi utca – Gáz utca – Budai út – Budai út – Fiskális út – Túrózsáki út – Berényi út – Szent Flórián körút – Aszalvölgyi út – Videoton Ipari Park vá. | Videoton Ipari Park vá. – Aszalvölgyi út – Szent Flórián körút – Berényi út – Túrózsáki út – Fiskális út – Budai út – Budai út – József Attila utca – Rákóczi utca – Várkörút – Budai út – Vörösmarty tér – Széchenyi utca – Horvát István utca – Jancsár köz – Jancsár utca vá. |

## Megállóhelyei
| 0  | Jancsár utca végállomás        | 27 | 10, 20, 22, 23E, 24, 25, 26, 26A, 29 8050, 8055, 8060, 8062, 8067, 8068, 8069, 8070, 8078                                                          | Jancsár Hotel                                                                     |
| 1  | Tóvárosi lakónegyed            | 26 | 20, 22, 23E, 24, 25, 26, 26A | Tóvárosi Általános Iskola                                                         |
| 3  | Református Általános Iskola    | 24 | 11, 11A, 11G, 12, 12A, 12Y, 13, 13A, 13G, 13Y, 15, 15Y, 22, 23E, 24, 25, 26, 26A, 36, 37, 38, 40, 41, 43, 44                                       | Református templom, Talentum Református Általános Iskola, József Attila Kollégium |
| 4  | Zsuzsanna forrás               | 22 | 24, 25, 33, 34, 35 | Belvárosi I. István Szakközépiskola                                               |
| 7  | Áron Nagy Lajos tér            | 20 | 16, 17, 24, 25, 30, 31, 32, 33, 34, 35 | Fehérvár Áruház, Fehérvári Civil Központ                                          |
| 8  | Széna tér                      | ∫  | 16, 17, 24, 25, 30, 31, 32, 33, 34, 35 | Jézus Szíve Templom, Széna téri Általános Iskola, E.ON Dél-Dunántúl               |
| 10 | Gáz utca / Budai út            | 17 | 14, 14G, 22, 23E, 31E, 33, 34, 40, 41, 42, 43, 44 707, 747, 748, 749, 750, 751, 757, 758, 759, 8030, 8032, 8033, 8035, 8037, 8039 1803, 1823, 1824 |                                                                                   |
| 11 | Zrínyi utca                    | 16 | 14, 22, 23E, 31E, 40, 41, 42, 43, 44 | Láncos Kornél Gimnázium, Gróf Széchenyi István Műszaki Szakközépiskola            |
| 12 | Király sor / Budai út          | 15 | 14, 22, 23E, 31E, 40, 41, 42, 43, 44 707, 747, 748, 749, 750, 751, 757, 758, 759 1172, 1173, 1174, 1204, 1205, 1215, 1229                          |                                                                                   |
| 14 | Halesz park                    | 13 | 17, 22, 23E, 31, 31E | Halesz park                                                                       |
| 16 | Fiskális út / Budai út         | 11 | 17, 22, 23E, 31, 31E 707, 747, 748, 749, 750, 751, 757, 758, 759, 8030, 8035                                                                       | Öreghegyi Magyarok Nagyasszonya Plébániatemplom, Budai úti református templom     |
| 18 | Bártfai utca                   | 9  | 23E, 25, 31, 31E |                                                                                   |
| 19 | Késmárki utca                  | 8  | 23E, 25, 31, 31E | Fiskális úti orvosi rendelő, Székesfehérvár 8. sz. posta                          |
| 20 | Pozsonyi út / Fiskális út      | 7  | 23E, 24, 25, 31, 31E |                                                                                   |
| 21 | Máriavölgyi elágazás           | 6  | 23E, 26A, 31, 31E, 32 | Dominó Panzió                                                                     |
| 22 | Videoton                       | 5  | 23E, 26, 26A, 26G, 31, 31E, 32, M26 718, 8010, 8011, 8013, 8030, 8035                                                                              | Videoton, Váci Mihály Ipari Szakképző Iskola és Kollégium                         |
| 23 | Cento utca                     | 4  | 26, 26A, 26G, 32, M26 | Videoton Oktatási Központ                                                         |
| 25 | Aszalvölgyi út                 | 2  | 27, 38, M26 |                                                                                   |
| 26 | Tesco                          | 1  | 38 | Tesco                                                                             |
| 27 | Videoton Ipari Park végállomás | 0  | 38 |                                                                                   |